# Bandarulanka
Bandarulanka è una suddivisione dell'India, classificata come census town, di 11.691 abitanti, situata nel distretto del Godavari Orientale, nello stato federato dell'Andhra Pradesh. In base al numero di abitanti la città rientra nella classe IV (da 10.000 a 19.999 persone).

## Geografia fisica
La città è situata a 16° 26' 60 N e 81° 58' 0 E, al livello del mare.

## Società

### Evoluzione demografica
Al censimento del 2001 la popolazione di Bandarulanka assommava a 11.691 persone, delle quali 5.809 maschi e 5.882 femmine. I bambini di età inferiore o uguale ai sei anni assommavano a 1.144, dei quali 555 maschi e 589 femmine. Infine, coloro che erano in grado di saper almeno leggere e scrivere erano 8.652, dei quali 4.652 maschi e 4.000 femmine.